# Saint-Sulpice-de-Grimbouville
Saint-Sulpice-de-Grimbouville (früher: Saint-Sulpice-de-Graimbouville) ist eine französische Gemeinde mit 156 Einwohnern (Stand: 1. Januar 2022) im Département Eure in der Region Normandie. Sie gehört zum Arrondissement Bernay und ist Teil des Kantons Beuzeville. Die Einwohner werden Grimbaldiens genannt.

## Geografie
Saint-Sulpice-de-Grimbouville liegt etwa 28 Kilometer ostsüdöstlich von Le Havre. Umgeben wird Saint-Sulpice-de-Grimbouville von den Nachbargemeinden Foulbec im Norden und Nordwesten, Bouquelon im Osten, Toutainville im Süden sowie Saint-Maclou im Westen.

## Bevölkerungsentwicklung
| 1962                      | 1968 | 1975 | 1982 | 1990 | 1999 | 2006 | 2013 |
| ------------------------- | ---- | ---- | ---- | ---- | ---- | ---- | ---- |
| 109                       | 83   | 95   | 136  | 159  | 142  | 170  | 180  |
| Quelle: Cassini und INSEE |      |      |      |      |      |      |      |

## Sehenswürdigkeiten
- Kirche Saint-Sulpice aus dem 12. Jahrhundert, Umbauten aus dem 14. und 18. Jahrhundert
- Schloss La Mare aus dem 16. Jahrhundert
- Herrenhaus La Ferme du Bois aus dem 17./18. Jahrhundert

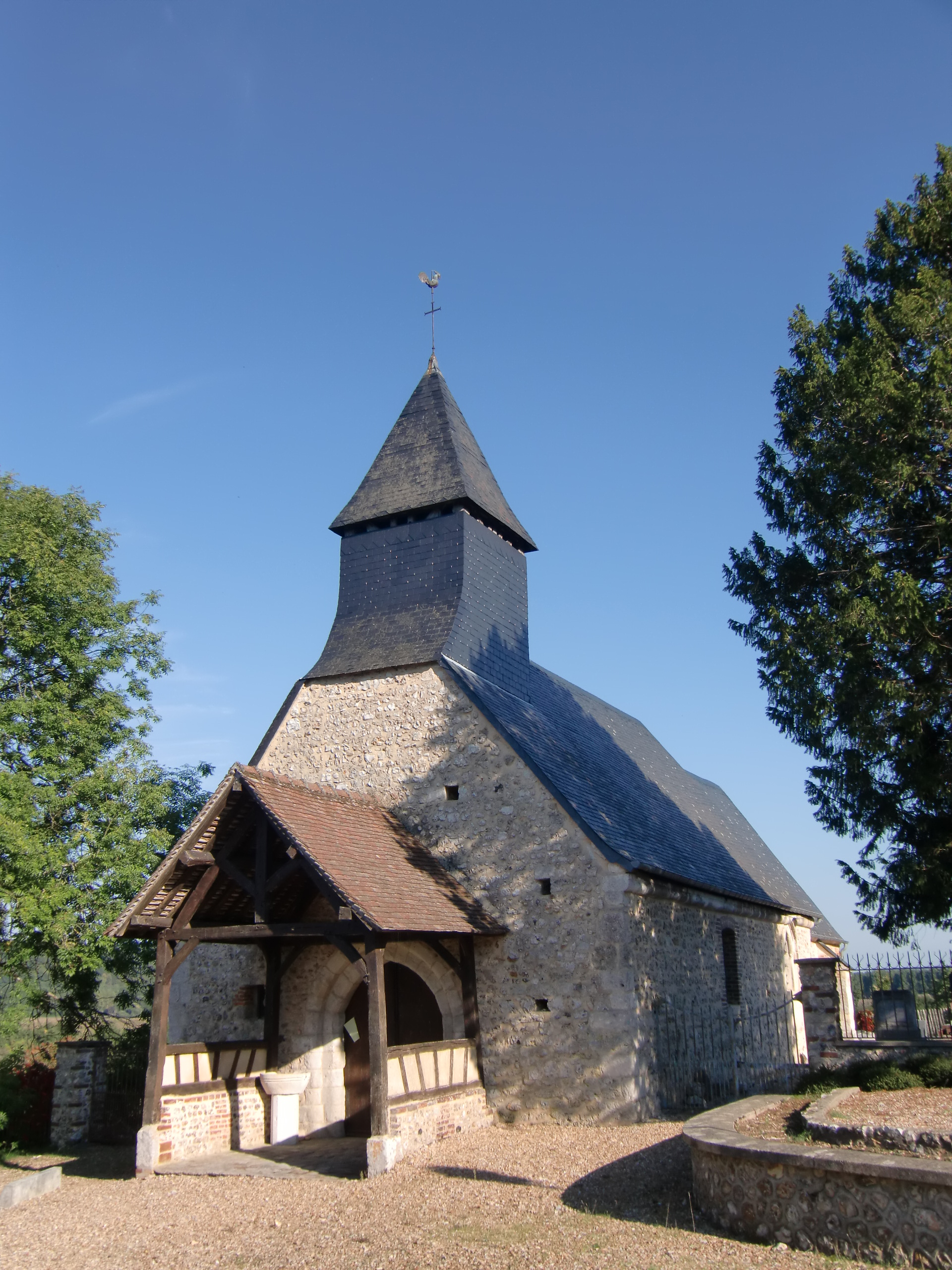
Kirche Saint-Sulpice